# Asan Kareung
Asan Kareung is een bestuurslaag in het regentschap Lhokseumawe van de provincie Atjeh, Indonesië. Asan Kareung telt 719 inwoners (volkstelling 2010).